# Gmina Vitez
Gmina Vitez (boś. Općina Vitez) – gmina w Bośni i Hercegowinie, w kantonie środkowobośniackim. W 2013 roku liczyła 25 836 mieszkańców.